# Ґеорґ Юнссон
Ґеорґ Юнссон (швед. Georg Johnsson, 2 березня 1902 — 31 травня 1960) — шведський велогонщик.
Бронзовий призер Олімпійських Ігор 1928 року в командній шосейній гонці.